# Spathius mimeticus
Spathius mimeticus är en stekelart som först beskrevs av Günther Enderlein 1912.  Spathius mimeticus ingår i släktet Spathius och familjen bracksteklar. Inga underarter finns listade i Catalogue of Life.